# Toya Delazy
Latoya Nontokozo Buthelezi (sinh ngày 5 tháng 2 năm 1990), còn được biết đến với nghệ danh Toya Delazy, là một ca sĩ, nghệ sĩ piano, vũ công và nghệ sĩ người Nam Phi đến từ KwaZulu-Natal. Cô phát hành hai album thông qua Sony Music Africa và một nhãn hiệu riêng của cô là Delazy Entertainment. Delazy được đề cử trong hạng mục Nghệ sĩ Quốc tế Tốt nhất (Châu Phi) tại Lễ trao giải BET năm 2013. Album phòng thu đầu tay của cô, Due Drop, được phát hành gồm năm đĩa đơn: "Pump It On", "Love Is in the Air", "You Are Youna Stay?", "Heart" và "Memoriam". Sau khi phát hành album phòng thu đầu tiên của mình, Delazy đã mang về cho mình giải thưởng "Nghệ sĩ mới của năm" và "Album Pop hay nhất" tại các SAMA diễn ra vào năm 2013. Cô đã tạo ra một tác động lớn trên đài phát thanh top 40 của Nam Phi.

## Tiểu sử và sự nghiệp ca hát
Delazy sinh ra ở KwaZulu-Natal, Nam Phi. Cô là cháu gái của Mangosuthu Buthelezi và là cháu gái của công chúa Magogo, một công chúa Zulu và nhà soạn nhạc Zulu truyền thống. Khi lên chín tuổi, cô bắt đầu chơi piano cổ điển và sáng tác nhạc. Delazy lớn lên trong một gia đình tôn giáo. Cô đã được nuôi dưỡng bởi người mẹ độc thân của mình, người đã chết trong một tai nạn xe hơi trong năm 2008. Trong năm 2009, cô nhập học trường Domino Servite. Cô từng chơi khúc côn cầu cho KwaZulu-Natal, và đã giành giải thưởng cấp tỉnh. Cô sau đó mất hứng thú với trò chơi này sau cái chết của mẹ. Delazy là một người ủng hộ Bộ phận chăm sóc sức khỏe Princess Mandisi ở Ulundi, một trung tâm chăm sóc người nhiễm HIV / AIDS.
Nhà sản xuất Markus Els đã tiếp cận Delazy và mời cô ấy thu âm vài bài hát tại một phòng thu. Một bản demo các bài hát cô thu âm được trao cho Vusi Leeuw. Leeuw sau đó trình bày bản demo cho Sony Music Africa. Delazy đã ký hợp đồng thu âm hai album với Sony Music Africa vào ngày 19 tháng 4 năm 2011. Cô đã xuất hiện biểu diễn solo đầu tiên tại buổi hòa nhạc Ngày Châu Phi 2011 tại Newtown, Johannesburg. Cô biểu diễn cùng với Baaba Maal, Habib Koite và Tumi và Volume, và một số những nghệ sĩ khác.